# Comitato italiano gas
Il Comitato italiano gas, in acronimo CIG, costituito il 9 dicembre 1953, è uno degli enti italiani federati all'UNI: ha il compito di elaborare le norme tecniche nazionali nel settore dei gas combustibili che vengono quindi pubblicate dall’UNI.
Ai sensi dell'art. 3 della legge 6 dicembre 1971, n. 1083, «i materiali, gli apparecchi, le installazioni e gli impianti alimentati con gas combustibile per uso domestico e l'odorizzazione del gas, realizzati secondo le norme specifiche per la sicurezza, pubblicate dall’"Ente nazionale di unificazione" (UNI) in tabelle con la denominazione UNI-CIG, si considerano effettuati secondo le regole della buona tecnica per la sicurezza».
Il CIG, che è un'associazione senza fine di lucro con attività commerciali di sola attinenza istituzionale come la formazione, la pubblicistica e gli eventi,  ha altresì lo scopo di studiare i problemi tecnico-scientifici di tutte le attività attinenti ai gas combustibili come definiti dalla Norma tecnica UNI EN 437, ed inerenti alla produzione, alla rigassificazione, al trasporto, al trattamento e lo stoccaggio, la distribuzione, l’odorizzazione e la telemisura e telegestione del gas, la produzione, l’odorizzazione e la distribuzione del GPL e sue miscele, a mezzo di reti, bombole e serbatoi, la misura e la qualità del gas, il biometano/biogas ottenuto a partire da fonti rinnovabili, l’utilizzazione del GNL quale combustibile e carburante, la fabbricazione e utilizzazione di apparecchi e attrezzature e la realizzazione di impianti destinati allo stoccaggio, al trasporto e alla distribuzione e all’utilizzazione dei gas combustibili per usi industriali e civili; la valutazione della conformità degli impianti, degli apparecchi e delle attrezzature di cui sopra alle norme tecniche; verificare la rispondenza di tutti i prodotti del settore alle norme.
Il CIG in passato attivo solo in Italia, ha sviluppato importanti collaborazioni all'estero, diventando così uno dei principali organismi di riferimento per tutto il settore gas europeo. Importanti sono anche le collaborazioni CIG in campo internazionale.
Nell’attività normativa rappresenta infatti l’Italia nel CEN e nell’ISO, è membro del MARCOGAZ e dell’IGU.
Attualmente in ambito CIG sono in corso importantissimi lavori normativi sulla telelettura e telegestione del gas, sull'immissione del biometano nelle reti gas, sui percorsi di qualificazione degli operatori gas di concerto con altre attività europee. Altra preminente attività del CIG è la raccolta e la diffusione dei dati statistici sugli incidenti e le emergenze del gas combustibile su mandato dell'Autorità di regolazione per energia, reti ed ambiente (ARERA). Stipula con gara europea ad evidenza pubblica e gestisce anche su mandato ARERA l'assicurazione nazionale per tutti i clienti serviti da rete di distribuzione che subiscono danni a persone o cose in seguito ad incidenti da gas.